# Нікорник камерунський
Ніко́рник камерунський (Apalis bamendae) — вид горобцеподібних птахів родини тамікових (Cisticolidae). Ендемік Камеруну.

## Опис
Довжина птаха становить 12-13 см. Верхня частина тіла сіра, крила і хвіст темно-сірі. Обличчя і горло рудуваті, нижня частина тіла світло-сіра. Боки сірі з охристим відтінком. Стегна рудуваті, гузка кремово-біла. Очі жовтувато-коричневі, лапи рожевуваті, дзьоб чорний. Виду не притаманний статевий диморфізм.

## Поширення і екологія
Камерунські нікорники живуть в тропічних лісах Камерунського нагір'я, зокрема на нагір'ях Баменд і Амадава, на висоті від 700 до 2050 м над рівнем моря. Були зафіксовані також на схилах Яде на крайньому заході ЦАР і в тропічному лісі Мбулу на південному заході Нігерії.